# Veteran (Wyoming)
Veteran è un census-designated place degli Stati Uniti d'America, situato nella Contea di Goshen nello stato del Wyoming. Nel censimento del 2000 la popolazione era di 28 abitanti.

## Geografia fisica
Secondo i rilevamenti dell'United States Census Bureau, la località di Veteran si estende su una superficie di 3,5 km², tutti occupati da terre.

## Popolazione
Secondo il censimento del 2000, a Veteran vivevano 21 persone, ed erano presenti 8 gruppi familiari. La densità di popolazione era di 8,1 ab./km². Nel territorio comunale si trovavano 16 unità edificate. Per quanto riguarda la composizione etnica degli abitanti, il 100% era bianco.
Per quanto riguarda la suddivisione della popolazione in fasce d'età, il 17,9% era al di sotto dei 18, il 3,6% fra i 18 e i 24, il 17,9% fra i 25 e i 44, il 39,3% fra i 45 e i 64, mentre infine il 21,4% era al di sopra dei 65 anni di età. L'età media della popolazione era di 52 anni. Per ogni 100 donne residenti vivevano 100,0 uomini.